# El Codro del Serrat del Trompa
El Codro del Serrat del Trompa és una roca singular del terme municipal de Monistrol de Calders, a la comarca del Moianès.
Aquesta mena de roques singulars aïllades reben el nom, només a Monistrol de Calders, de codros, peculiar paraula formada per la deformació de la paraula còdol. Està situada a la part de llevant del terme, al Serrat del Trompa, prop del límit amb Granera. És al costat sud-oest de Trullars i al sud-est del pla de Trullars.